# NGC 4207
NGC 4207 في الفهرس العام الجديد، هي مجرة، تقع في كوكبة العذراء. اكتشفت في 23 مارس 1865 بواسطة هاينريش لويس دريست.

## روابط خارجية
- NGC 4207 على موقع ويكي سكاي: DSS2, SDSS, GALEX, IRAS, Hydrogen α, X-Ray, Astrophoto, Sky Map, Articles and images